# Janček Ježek
Janček Ježek är en barnsaga, som har nedtecknats av Fran Milčinski. Den gavs ut i barnboken ”Slovenske ljudske pravljice”, från 1996, utgiven av förlaget Mladinska Knjiga, Ljubljana.

## Handling
Sagan handlar om pojken Janček, som vill vara med när hans mamma bakar bröd. Mamman säger ”gå undan, igelkott”, och då förvandlas pojken till en igelkott. pojken ger sig av till skogen och bor i sju år i ett ihåligt päronträd. Bortom skogen finns en borg där det bor en greve. En dag går greven vilse i skogen när han är på jakt. Han sätter sig att vila under igelkottens päronträd. Janček erbjuder sig att föra greven hem till borgen. Som betalning begär han att få en av grevens döttrar till hustru. Greven går till slut med på det då han annars inte skulle hitta ut ur skogen, och igelkotten visar honom vägen hem. Nästa dag kommer igelkotten glatt visslande till grevens borg. Men greven stänger porten, och de tre döttrarna står i ett fönster och tittar på den stackars igelkotten. Igelkotten hoppar då upp på ryggen på en tupp, som går på borggården, och tuppen flyger med honom upp till fönstret. Igelkotten ber flickorna att bestämma vem av dem som ska bli hans hustru. De två äldsta avvisar honom hånfullt, men den yngsta säger att hon ska ta honom till man för att han räddat hennes far. De åker till bröllopet med häst och vagn, bruden har igelkotten i knät. Men vid altaret förvandlas igelkotten till en stilig ung man. De två äldsta grevedöttrarna blir då avundsjuka och båda vill ha honom till man. Men Janček säger till sin brud: ”Du räddade mig ur igelkottsskinnet. Dig tar jag till hustru och ingen annan”.